# Бальфур, Артур
А́ртур Дже́ймс Ба́льфур, 1-й граф Бальфур (англ. Arthur James Balfour, 1st Earl of Balfour; 25 июля 1848[…], Уиттингем, Шотландия, Великобритания — 19 марта 1930[…], Уокинг, Англия) — британский государственный деятель, в 1902 году сменивший своего дядю, маркиза Солсбери в качестве премьер-министра Великобритании, занимая этот пост до 1905 года. В годы Первой мировой войны (1916—19) занимал пост министра иностранных дел, затем пост лорда-председателя Совета (1919—1922, 1925—1929). В общей сложности провёл на вершине британского политического олимпа почти полвека.

## Биография
Представитель аристократической верхушки, Бальфур учился в Итоне и в Кембридже (Тринити-колледж). По окончании учёбы в 1874 году был избран от партии консерваторов депутатом Палаты общин, где привлёк к себе внимание красноречием. В 1879 году написал трактат «Защита философского сомнения», где доказывал преимущество религии над наукой.
Когда его дядя Солсбери занял в 1885 году пост премьер-министра, Бальфуру было поручено контролировать вопросы местного самоуправления. Во время второго премьерства Солсбери (1886—92) Бальфур получает место в кабинете министров как секретарь сначала по делам Шотландии, а потом — Ирландии. За жёсткое противодействие идеям ирландского самоуправления получил прозвище «кровавого Бальфура».
В 1891 году Бальфур становится лидером Палаты общин и первым лордом казначейства, то есть вторым человеком в правительстве после собственного дяди. С возвратом к власти либерала Гладстона (1892—94) возглавляет парламентскую оппозицию. В 1895 году Солсбери становится в третий раз премьером. По мере того, как здоровье премьера сдавало, фактическое управление страной всё больше переходило в руки его племянника.
Доведя до победоносного конца англо-бурскую войну (которую он не одобрял), Бальфур в июле 1902 года сменил Солсбери в кресле премьер-министра. Он подписал закон, передававший школы в ведение местного самоуправления. Проблема дефицита рабочей силы на шахтах Южной Африки была решена ввозом рабочих из Китая. Условия их содержания вызвали протесты гуманитарного характера. В целом, внутренняя политика Бальфура не пользовалась популярностью.
В 1904 году был создан Комитет по защите империи и были завершены переговоры об англо-французском альянсе (Антанта). Однако Бальфур не смог воспользоваться этим успехом. В стане тори между фракциями Бальфура и Чемберлена усиливались расхождения по вопросу о свободной торговле. Гулльский инцидент поставил Англию на грань войны с Россией. В декабре 1905 года Бальфуру пришлось оставить пост премьера, хотя он сохранял лидерство в партии до ноября 1911 года.
В разгар Первой мировой войны (май 1915 года) Г. Г. Асквит сформировал коалиционное правительство военного времени. Бальфуру в нём достался пост первого лорда Адмиралтейства, который ранее занимал Уинстон Черчилль. В декабре 1916 года Бальфур объявил о своей поддержке Ллойд-Джорджа. Хотя до 1919 года он занимал пост министра иностранных дел, Бальфур мало вмешивался в военную дипломатию и переговоры о мире. В ноябре 1917 он подписал историческую декларацию Бальфура — «первую ласточку» создания еврейского государства в Палестине.
В 1919—22 и в 1925—29 годах Бальфур продолжал входить в правительство в качестве лорда-президента Совета. Он подготовил рапорт Бальфура (1926), который лёг в основу Вестминстерского статута 1931 года, регламентировавшего отношения метрополии и доминионов Британской империи. В 1922 году король пожаловал экс-премьера титулами графа Бальфура и виконта Трэпрейна (Viscount Traprain).
Член Лондонского королевского общества (1888), член (1902) и президент (1921—1928) Британской академии, иностранный член французской Академии моральных и политических наук (1919)
Его незаконченные мемуары увидели свет посмертно.
В честь лорда Бальфура названы улицы в Тель-Авиве, Иерусалиме и других городах Израиля.